# Helmut Wolf (Politiker, 1939)

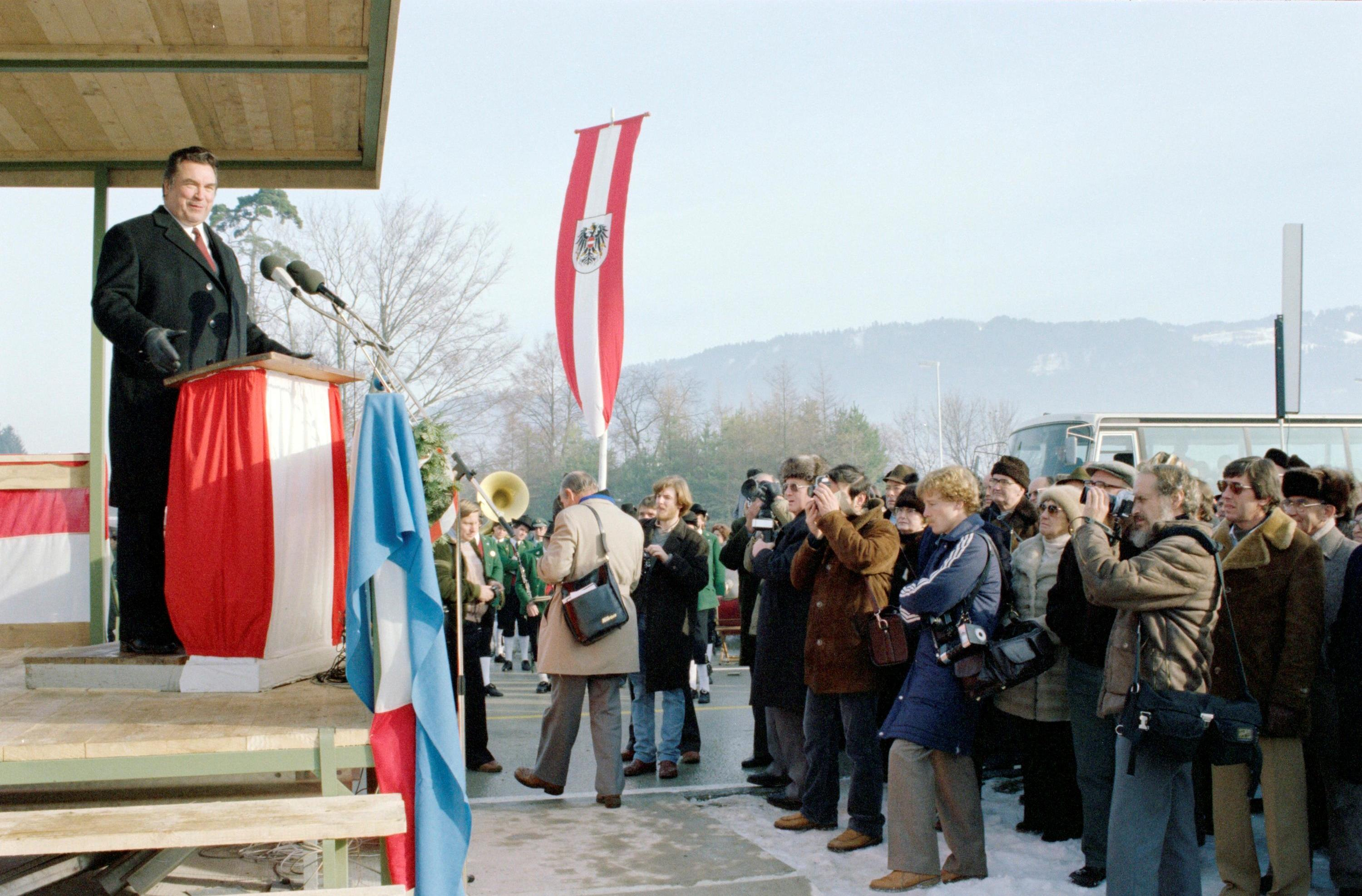
Helmut Wolf im Dezember 1980 bei der Eröffnung des Pfändertunnels

Helmut Wolf (* 15. März 1939 in Nüziders) ist ein ehemaliger österreichischer Politiker (SPÖ) und ÖBB-Beamter. Wolf war von 1983 bis 1994 Abgeordneter zum Nationalrat.
Wolf besuchte nach der Pflichtschule die gewerbliche Berufsschule in Bludenz und erlernte den Beruf des Elektromechanikers. Er war in der Folge als Elektromechaniker tätig und ab 1959 Bediensteter der Österreichischen Bundesbahnen (ÖBB).
Wolf war ab 1965 Mitglied der Gemeindevertretung von Nüziders und vertrat die SPÖ zwischen 1979 und 1983 im Vorarlberger Landtag. Danach war er vom 3. Februar 1983 bis zum 6. November 1994 Abgeordneter zum Nationalrat. Zudem war er zwischen 1963 und 1996 Mitglied des Landesparteivorstandes der SPÖ Vorarlberg, von 1982 bis 1995 Mitglied des Bundesparteivorstandes der SPÖ und zwischen 1985 und 1997 Bezirksparteivorsitzender der SPÖ Bludenz.